# Dekadens

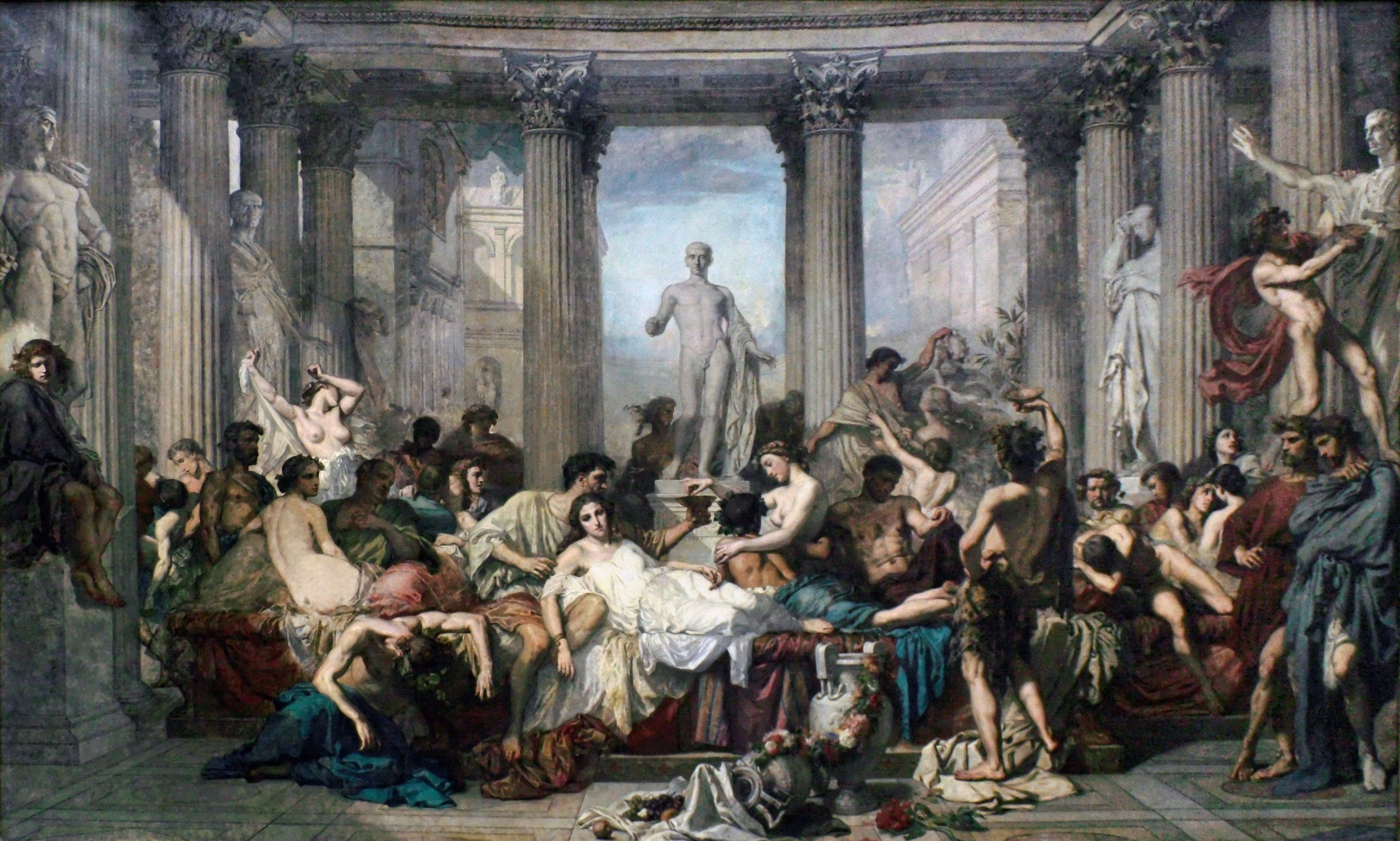
Thomas Couture: Les Romains de la décadence, 1847

För den estetiska riktningen, se Dekadenter
Dekadens, ibland stavat dekadans, betyder ungefär förfall, fördärv, fortskridning till (moralisk) undergång.
Leif Furhammar har skrivit en bok om Dekadens : svensk film 1925-1930 och Bengt Adlers har även han författat en bok med titeln Dekadens